# .as
as. هو نطاق إنترنت من صِنف مستوى النطاقات العُليا في ترميز الدول والمناطق، للمواقع التي تنتمي لساموا الأمريكية.